# معبد زيوس (جرش)
معبد زيوس هو معبد روماني أثري يقع في المنطقة الأثريّة لمدينة جرش في شمال الأردن.

## وصلات خارجية
- فلم «أنا جرش» - تاريخ وفن العمارة في المدينة القديمة بجرش